# مقاطعة الحمضيات (فلوريدا)
مقاطعة الحمضيات (بالإنجليزية: Citrus County)‏ هي مقاطعة في فلوريدا، بلغ عدد سكانها 141٬236  نسمة، في 2010، عاصمتها إنفيرنس، تبلغ مساحتها 2٬002 كيلومتر مربع.

## الموقع
تشترك في الحدود مع:
- مقاطعة ماريون، فلوريدا
- مقاطعة هيرناندو (فلوريدا).

## التقسيمات الإدارية
- إنفيرنس.